# Yasuaki Kurata
Yasuaki Kurata (Tsukuba, 20 marzo 1946) è un artista marziale e attore giapponese, noto soprattutto per il suo lavoro nei film d'azione hongkonghesi.
Detiene gradi dan nel karate (7º dan), nel judo (3º dan) e nell'aikido (2º dan).

## Biografia
Kurata è nato e cresciuto a Sakura-mura, distretto di Niihari, Ibaraki (ora parte di Tsukuba). Kurata ha studiato arti dello spettacolo alla Nihon University e alla Toei Theatre School. Nel 1966, Kurata iniziò la sua carriera come attore in Marude Dameo , una serie televisiva giapponese. 
Nel 1971, Kurata fece il suo debutto a Hong Kong nel film di kung-fu dello Shaw Brothers Studio Angry Guest. Da allora è apparso in numerosi altri film e serie TV del genere. In Giappone, ha guadagnato popolarità per il suo ruolo nella serie televisiva G-Men '75. In anni recenti è forse maggiormente conosciuto per la sua lunga battaglia contro Jet Li in Fist of Legend e per il suo ruolo da malvagio in So Close. Parla correntemente il cantonese. Era amico intimo di Bruce Lee durante la sua carriera. 
Oltre al suo lavoro come attore, Kurata gestisce l'agenzia di stuntman Kurata Promotion (fondata nel 1976 con il nome Kurata Action Club), insegna in un college privato (l'Università della creazione, arte, musica e lavoro sociale), è il consigliere capo della All Japan Nunchaku League, e nel 2004 ha pubblicato un libro, Hong Kong Action Star Kōyūroku. Gestisce dojo di karate a Tokyo, Osaka e Hong Kong.

## Filmografia (parziale)

### Cinema
- Le 4 dita della furia (Xiao quan wang), regia di Min Kung (1971)
- E ke, regia di Chang Cheh (1972)
- Chen: La furia scatenata (Fang Shi Yu), regia di Yang-Ming Tsai (1972)
- Il braccio violento del kung-fu (E hu kuang long), regia di See-Yuen Ng (1972)
- I 4 scatenati di Hong Kong (Si qi shi), regia di Chang Cheh (1972)
- Pa shan hu, regia di Lung Chien (1972)
- Una sporca coppia (Si dui tou), regia di Lung Chien (1973)
- La furia del vento giallo (Meng hu xia shan), regia di See-Yuen Ng (1973)
- Wang Yu, il violento del karatè (Ying xiong ben se), regia di Shan-Hsi Ting (1973)
- Il vendicatore dalle mani d'acciaio (Qi lin zhang), regia di Ti Tang (1973)
- Gan jin sha jue, regia di Feng Yueh (1973)
- Sette contro uno (Nu ying xiong fei che duo bao), regia di Cheng Hou (1973)
- Da xiao tong chi, regia di Pao-Shu Kao (1973)
- Kong zhong wu shi, regia di Shu Liu e Sheng Tang (1973)
- Ordine da Hong Kong: uccidete la pantera nera (Hei bao), regia di Cheng Hou (1973)
- Shuang mian nu sha xing, regia di Hung-Chang Wang (1973)
- Hu quan, regia di Lung Chien (1973)
- Qiang zhong shou, regia di Hung-Min Chen (1973)
- I fratelli di Bruce Lee (Nu fa chong guan), regia di Cheng Hou (1973)
- Operazione triangolo d'oro (The Golden Triangle), regia di Romeo N. Galang e Chi Lo (1975)
- Zhong hua zhang fu, regia di Lau Kar Leung (1978)

## Doppiatori italiani
- Michele Kalamera in Chen la furia scatenata
- Gigi Pirarba in Il braccio violento del kung fu
- Gianni Marzocchi in Una sporca coppia
- Michele Gammino in Wang Yu il violento del karatè